# S42 (864)
Pour les articles homonymes, voir S42.
Le S42 (numéro de coque 864), est un sous-marin d'attaque conventionnel diesel-électrique de type 209/1400 construit en Allemagne. Il est actuellement en service dans la marine égyptienne. 

## Caractéristiques
Le sous-marin d’attaque Type 209 a été développé pour l’exportation par Howaldtswerke-Deutsche Werft en Allemagne. Cinq variantes de la classe (209/1100, 209/1200, 209/1300, 209/1400 et 209/1500) ont été exportées dans plus d’une douzaine de pays, avec plus de 60 sous-marins construits et mis en service.
Le Type 209 moyen a un équipage de 30 personnes et un déplacement de 1594 tonnes en immersion. Le sous-marin mesure 62 mètres de long, avec une coque sous pression de 6,2 mètres de diamètre. Il peut plonger jusqu’à une profondeur maximale de 250 mètres et il est armé de huit tubes lance-torpilles avec 14 torpilles. Sa vitesse est de dix nœuds en surface et de 21 nœuds en plongée.
Selon son constructeur TKMS, le sous-marin HDW Type 209/1400 modifié est la version la plus récente de la « famille » HDW Type 209, une série de 63 bateaux construits pour 14 marines clientes. Comme tous ses prédécesseurs, le HDW Type 209/1400 modifié est un sous-marin compact et fiable, doté de la technologie la plus récente, d’une capacité de combat élevée, d’une grande autonomie de batteries et d’une faible signature acoustique. Ses profils de mission comprennent non seulement la défense maritime et la prévention des conflits, mais aussi des tâches de surveillance et de collecte de renseignement. Il est également idéal pour les missions de déploiement opérationnel des forces spéciales.
Les sous-marins égyptiens ont 8 tubes lance-torpilles de 21 pouces (533 mm) et sont capables de transporter et de lancer jusqu’à 14 missiles et torpilles. De plus, ils peuvent déployer des mines navales. Ils sont équipés de torpilles SeaHake modèle 4 et de missiles UGM-84L Harpoon Block II,.
Les forces armées égyptiennes ont déclaré que les sous-marins seraient utilisés pour protéger la sécurité nationale de l’Égypte, protéger ses intérêts économiques et assurer la sécurité et la libre navigation dans le canal de Suez et d’autres régions. Selon un communiqué de l’armée égyptienne, les navires ont une autonomie de 11000 milles marins, une vitesse maximale de 21 nœuds et un déplacement de 1400 tonnes. Les nouveaux Type 209 remplaceront très probablement les quatre vieux navires de classe Romeo de la marine égyptienne livrés en 1983-1984.

## Historique
L’Égypte a initialement commandé deux sous-marins de type 209/1400 modifié en 2011, puis deux autres en 2014. La nouvelle du contrat des sous-marins égyptien a été évoquée pour la première fois en août 2012, lorsque l’accord a été confirmé par le contre-amiral Osama Ahmed el-Gundi, le chef d'état-major de la marine égyptienne. Les négociations préliminaires pour des anciens bateaux de type 206A de la marine allemande auraient commencé en décembre 2004. Deux Type 209 neufs ont été commandés en 2011 et deux autres en 2014. Le contrat pour les deux premiers bateaux s’élève à environ 900 millions d’euros. Selon l’agence de presse allemande Deutsche Presse-Agentur, le contrat pour les deux sous-marins suivants est estimé à plus de 500 millions d’euros.
Le S42 (864) est le deuxième de ces sous-marins. Le premier sous-marin, le S41 (861) a été remis à la marine égyptienne le 12 décembre 2016, et il est arrivé à son port d'attache d’Alexandrie en avril 2017. Le S42 a été lancé en décembre 2016, et remis à la marine égyptienne le 8 août 2017 par ThyssenKrupp Marine Systems (TKMS), lors d’une cérémonie organisée sur son chantier naval de Kiel, en Allemagne. Selon le ministère de la Défense égyptien, le vice-amiral Ahmed Khaled, commandant en chef de la marine égyptienne, a assisté à la cérémonie.
Le S42 a rejoint l’Égypte par ses propres moyens, en transitant le 1er octobre 2017 par le canal de Kiel, qui relie la mer du Nord et la mer Baltique,,.
Le S42 est arrivé à la base navale d’Alexandrie le 18 octobre 2017, en même temps que le El Fateh (971), la première corvette de classe Gowind, après un exercice en mer avec la marine française. Le lendemain, le 19 octobre, le président égyptien Abdel Fattah al-Sissi a célébré le cinquantième anniversaire de la marine égyptienne. Il a hissé le drapeau de la base navale rénovée d’Alexandrie et a inspecté le El Fateh et le S42, ainsi que le porte-hélicoptères amphibie Anouar el Sadate, de classe Mistral. Le président a également inauguré un centre de simulation navale